# سوفیا کول
سوفیا کول (انگلیسی: Sofia Coll؛ زادهٔ ۱ ژانویهٔ ۱۹۹۹) خواننده، رقصنده و بازیگر اهل اسپانیا است. وی از سال ۲۰۱۴ میلادی تاکنون مشغول فعالیت بوده است.